# 大肚萬興宮
24°09′34″N 120°32′43″E / 24.159353°N 120.545143°E
大肚萬興宮，是位於臺灣臺中市大肚區頂街里的媽祖廟，其媽祖稱為「飛媽」、「頂街媽」，有稱為「西堡二十庄迎媽祖」的遶境活動。

## 廟貌景象
大肚萬興宮為乾隆元年（1736年）興建，又稱「頂街媽祖廟」，廟址為榮華街154號。
廟地占地廣闊，坐東朝西，廟埕前有牌樓，廟後有層巒陪襯。建築華北硬山式風格，正脊雙鳳翩翩，中有神人騎虎，側脊為雙龍，正殿有媽祖、千里眼、順風耳，後殿奉觀世音菩薩，左右偏龕各有註生娘娘、城隍爺，側殿則是福德正神及三府、五府千歲。

## 繞境活動
臺中海線烏日區、大肚區和龍井區庄頭合辦的「西堡二十庄迎媽祖」，從農曆四月初一起，持續二十天。此媽祖聯合繞境自清治時期就有，迎請彰化內媽祖天后宮(內媽祖)、彰化南瑤宮(外媽祖，彰化媽)、大肚萬興宮 (頂街媽)和大肚永和宮 (下街媽)的媽祖聖駕，繞境各庄頭。
當地有俗諺「船仔頭黑，營埔雨，林仔爛糊糊，月胥下雨無，王田燒死人，山仔頂得青驚，社腳去探聽，講無影，大肚戲相拚」，其解釋指：農曆四月初一開始由大肚船仔頭恭迎媽祖時，天氣為陰，初二輪大肚營埔時開始下雨，初三到大肚林仔頭大雨，初四至烏日下月胥，雨勢漸歇。初五在大肚王田，天氣轉為炎熱，大肚山仔頂庄民看到天氣炎熱，便害怕初六天氣也會如此，大肚社腳也派人去探聽。初八大肚恭迎媽祖時各人紛紛獻戲酬神，彷彿在互拚。
今繞境已不只廿村，有大肚營埔、中和、王田、福山、社腳、新興、大東、大肚、永和、磺溪、永順、成功、山陽、頂街，烏日榮泉、學田、三和，龍井龍東、龍西、麗水、福田、竹坑、田中等地。

## 傳說故事
萬興宮管理委員會主委陳榮達表示：相傳建廟之初，由和尚萬福擔任住持時，發生媽祖神像被請去做法、醫病，而失蹤的事件，由於海線正要舉行二十庄迎媽祖，大家懷疑住持動手腳偷走，剛好有位大肚染料商人到宜蘭，竟發現家鄉的黑面媽祖神像，便向媽祖上香。地方傳說，媽祖神像當晚竟被兩位轎夫趕路一路衝回大肚，於是此媽祖被稱為「飛媽」。
另還有「飛天媽祖」、「頂街媽」等稱呼。
又相傳1918年，大肚稻作受鐵甲龜蟲之害，地方父老祈求媽祖庇佑驅除害蟲如願，大肚人便在萬興宮辦過數次烏龜仔醮，這件事為大肚父老所樂談。